# Jerzy Siemiginowski-Eleuter
Jerzy Eleuter Siemiginowski (ur. jako Jerzy Szymonowicz ok. 1660 we Lwowie, zm. ok. 1711 tamże) – polski malarz.

## Biogram
Pochodził z rodu Szymonowiczów, najprawdopodobniej był synem lwowskiego malarza Jerzego Szymonowicza. Dzięki wsparciu Jana III Sobieskiego studiował malarstwo we Włoszech i prawdopodobnie we Francji. W 1682 otrzymał nagrodę rzymskiej Akademii św. Łukasza i został jej członkiem. Otrzymał również papieski Order Złotej Ostrogi. W związku z tymi wyróżnieniami około 1684 zmienił nazwisko na Eleuter (gr. wolny). Król Jan III Sobieski przyznał mu tytuł Eques Auratus i dał wieś Łukę koło Złoczowa. W 1701 adoptowała go zubożała szlachecka rodzina Siemiginowskich, zapewne w zamian za wynagrodzenie pieniężne. To ostatecznie potwierdziło szlachectwo malarza.
Po powrocie z Rzymu do Polski Siemiginowski pracował głównie dla Jana III, nie rezygnując jednak z realizacji dzieł powierzanych mu przez innych zleceniodawców. Wedle niektórych badaczy prowadził zorganizowaną przez króla tzw. „malarnię wilanowską”. Jej pierwszym kierownikiem miał być Claude Callot, który jednak ok. 1686 roku wyjechał do Wrocławia. 
Najważniejszymi dziełami wykonanymi przez Siemiginowskiego dla Jana III są obrazy przeznaczone do wnętrz pałacu w Wilanowie (plafony Czterech pór roku w królewskich antykamerach i sypialniach) oraz portrety.  Apartament Marii Kazimiery został wzbogacony jeszcze jednym ważnym dziełem malarza – dekoracją w tzw. Gabinecie al Fresco. Być może malarz wykonał również niektóre dekoracje sal pierwszego piętra wilanowskiego pałacu. Ważną grupę dzieł w dorobku Siemiginowskiego stanowią portrety Jana III i jego rodziny. Był on również autorem obrazów o tematyce religijnej, przeznaczonych do kościołów, m.in. kościoła św. Anny w Krakowie, kościoła św. Krzyża w Warszawie (niezachowany), kościoła Kapucynów w Warszawie (niezachowane). Zajmował się także tworzeniem grafik i projektami architektonicznymi.
Po śmierci króla Jana III i przegranej królewicza Jakuba Sobieskiego w walce o polski tron Siemiginowski pozostawał nadwornym artystą Aleksandra Sobieskiego, ale tworzył także dla króla Augusta II. W latach 1700–1702 kierował pracami przy budowie bocznych skrzydeł pałacu w Wilanowie.

## Twórczość

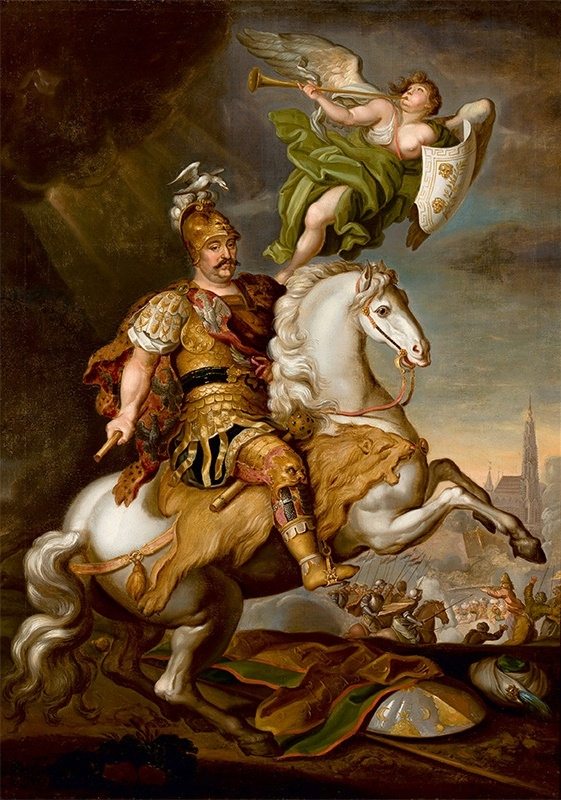
Jan III Sobieski pod Wiedniem.